# C1QTNF1
C1QTNF1 (англ. C1q and TNF related 1) – білок, який кодується однойменним геном, розташованим у людей на короткому плечі 17-ї хромосоми. Довжина поліпептидного ланцюга білка становить 281 амінокислот, а молекулярна маса — 31 743.
| 10         |  | 20         |  | 30         |  | 40         |  | 50         |
| ---------- |  | ---------- |  | ---------- |  | ---------- |  | ---------- |
| MGSRGQGLLL |  | AYCLLLAFAS |  | GLVLSRVPHV |  | QGEQQEWEGT |  | EELPSPPDHA |
| ERAEEQHEKY |  | RPSQDQGLPA |  | SRCLRCCDPG |  | TSMYPATAVP |  | QINITILKGE |
| KGDRGDRGLQ |  | GKYGKTGSAG |  | ARGHTGPKGQ |  | KGSMGAPGER |  | CKSHYAAFSV |
| GRKKPMHSNH |  | YYQTVIFDTE |  | FVNLYDHFNM |  | FTGKFYCYVP |  | GLYFFSLNVH |
| TWNQKETYLH |  | IMKNEEEVVI |  | LFAQVGDRSI |  | MQSQSLMLEL |  | REQDQVWVRL |
| YKGERENAIF |  | SEELDTYITF |  | SGYLVKHATE |  | P          |  |            |

A: Аланін

C: Цистеїн

D: Аспарагінова кислота

E: Глутамінова кислота

F: Фенілаланін

G: Гліцин

H: Гістидин

I: Ізолейцин

K: Лізин

L: Лейцин

M: Метіонін

N: Аспарагін

P: Пролін

Q: Глутамін

R: Аргінін

S: Серин

T: Треонін

V: Валін

W: Триптофан

Задіяний у такому біологічному процесі, як альтернативний сплайсинг. 
Секретований назовні.